# 厚別北
厚別北（あつべつきた）とは、札幌市厚別区の地名。同区内の北端に位置する、野津幌川以東・函館本線以西の地域で、江別市に隣接する。
かつては厚別町小野幌の一部だったが、1970年代から大規模な住宅団地として開発が始まり、1984年（昭和59年）11月12日に分区された。

## 施設
- JR北海道 森林公園駅（厚別北1-4）
- 札幌市立厚別北小学校（厚別北2-3）
- 札幌市立厚別北中学校（厚別町小野幌774-5）